# جيسي داركو
جيسي داركو (بالألمانية: Jesse Darko)‏ (29 نوفمبر 1993 بالنمسا - ) هو لاعب كرة قدم نمساوي في مركز الهجوم. لعب مع كارديف سيتي وEpiskopi F.C. ‏ ونادي كينغستونيان وإيه أف سي ويمبلدون.

## وصلات خارجية
- جيسي داركو على موقع قاعدة بيانات كرة القدم.إي يو (الإنجليزية)
- جيسي داركو على موقع Soccerbase.com (لاعب) (الإنجليزية)